# Vincent Gabrielsen
Vincent Gabrielsen (* 30. November 1950 in Piräus) ist ein dänischer Althistoriker.

## Leben
Nach der Promotion 1991 (The Athenian trierarchy) an der Universität Kopenhagen lehrt er dort seit 2001 als Professor für Alte Geschichte.
Seine Forschungsschwerpunkte sind klassische griechische und hellenistische Geschichte. Spezialisierung auf Seegeschichte, Schiffsbau und öffentliche Finanzen, Kriegsführung und Piraterie, hellenistisches Rhodos und seine Besitztümer in Kleinasien, Handel in hellenistischen Zeiten, Bankwesen und Kreditversorgung, private Vereinigungen der Antike.
2012 wurde er zum ordentlichen Mitglied der Academia Europaea gewählt.

## Schriften (Auswahl)
- Remuneration of state officials in fourth century B.C. Athens. Odense 1981, ISBN 87-7492-324-2.
- The Athenian trierarchy. Odense 1991, ISBN 87-983748-1-8.
- Financing the Athenian fleet. Public taxation and social relations. Baltimore 1994, ISBN 0-8018-4692-7.
- The naval aristocracy of Hellenistic Rhodes. Aarhus 1997, ISBN 87-7288-430-4.